# Vanavasi
Vanavasi es una ciudad y nagar Panchayat situada en el distrito de Salem en el estado de Tamil Nadu (India). Su población es de 7130 habitantes (2011). Se encuentra a 31 km de Salem y a 54 km de Erode.

## Demografía
Según el censo de 2011 la población de Vanavasi era de 7130 habitantes, de los cuales 3619 eran hombres y 3511 eran mujeres. Vanavasi tiene una tasa media de alfabetización del 78,09%, inferior a la media estatal del 80,09%: la alfabetización masculina es del 86,21%, y la alfabetización femenina del 69,75%.